# Sunny Isles Beach
Sunny Isles Beach (SIB, oficialmente City of Sunny Isles Beach) es una ciudad ubicada en una isla barrera en el noreste del condado de Miami-Dade en el estado estadounidense de Florida. La ciudad está bordeada por el océano Atlántico en el este y el Canal Intracostero del Atlántico en el oeste.
Sunny Isles Beach es una área de diversidad cultural con restaurantes, tiendas y supermercados, que bordean la Avenida Collins (A1A), la vía principal de la ciudad.
En el Censo de 2010 tenía una población de 20.832 habitantes y una densidad poblacional de 4.421,81 personas por km².
Es una zona residencial y turística en la que desarrolladores como Michael Dezer han invertido fuertemente en la construcción de hoteles y condominios de gran altura, mientras licenciando el nombre de Donald Trump para algunos de los edificios por fines promocionales. Sunny Isles Beach tiene una ubicación central, a minutos de Bal Harbour al sur, y Aventura al norte y oeste.
Sunny Isles Beach fue el sitio de la celebración anual de vacaciones de primavera de MTV en 2008, con sede en el Newport Beachside Resort.

## Historia
En 1920, Harvey Baker Graves, un inversionista privado, compró una zona de la tierra de 5.9 kilómetros cuadrados para el desarrollo como un centro turístico. Lo llamó Sunny Isles, "La Venecia de América."
Cuando el puente Haulover fue completado en el 1925, el área se volvió accesible desde Miami Beach, atrayendo desarrolladores quien ensancharon las corrientes, excavaron canales y entradas, y crearon islas y penínsulas para construir propiedades frente al mar en la Bahía Vizcaína.
En la década de 1920, Carl G. Fisher construyó una pista de carreras de madera con gradas para 12.000 espectadores, conocido como el Circuito Fulford-Miami. Este evento, celebrado el 22 de febrero de 1926, apodado la Carrera de Copa Carl G. Fisher, fue un precursor de las carreras de autos en Sebring y Daytona Beach. En septiembre de 1926, después de una sola carrera, la pista fue destruida por el "Gran Huracán de Miami" en 1926. Este evento se llevó a cabo en Fulford-by-the-Sea, que hoy es North Miami Beach. Sunny Isles Beach fue conocida como North Miami Beach hasta 1931, luego se conocía como Sunny Isles hasta 1997.
En 1936, el magnate de la malta de Milwaukee Kurtis Froedtert compró Sunny Isles. El muelle de Sunny Isles fue construido y pronto se convirtió en un destino popular. Sunny Isles se desarrolló lentamente hasta la década de 1950, cuando se construyeron las primeras casas unifamiliares en el área de Golden Shores. Durante las décadas 1950 y 1960, más de 30 moteles surgieron a lo largo de la Avenida Collins, incluido el Ocean Palm, el primer motel de dos pisos en los Estados Unidos. Diseñado por Norman Giller en 1948, fue desarrollado y propiedad de la familia Gingold durante los siguientes 45 años y proporcionó el trampolín para el desarrollo económico de Sunny Isles. Los turistas vinieron de todas partes para vacacionar en moteles temáticos de diseño exótico a lo largo de "Motel Row." Un motel, The Fountainhead, fue nombrado por su propietario, Norman Giller, después de la novela de Ayn Rand. En el 2013, el Ocean Palm Motel cerró.
En 1982, el muelle de Sunny Isles de media milla de largo fue designado como un sitio histórico. A principios de la década de 1980, pasó por restauración y volvió a abrir al público en 1986. El muelle fue dañado severamente en octubre de 2005 por el huracán Wilma. Después de ocho años, fue remodelado y reabierto como Newport Fishing Pier el 15 de junio de 2013.
En 1997, los ciudadanos de la zona votaron para incorporarse como un municipio. Sunny Isles fue renombrado Sunny Isles Beach. Sunny Isles Beach comenzó una importante remodelación durante el boom inmobiliario de principios de la década de 2000 con condominios de gran altura y algunos hoteles en construcción a lo largo de la Avenida Collins al lado de la playa, reemplazando la mayoría de los moteles históricos de uno y dos pisos en "Motel Row." En 2011, la construcción comenzó en dos más rascacielos, Regalia, ubicado en el límite norte de la ciudad a lo largo de A1A, y The Mansions at Acqualina, ubicado junto al Acqualina Resort & Spa on the Beach.

## Medios de Comunicación
Sunny Isles Beach tiene su propio periódico, Sunny Isles Community News, publicado dos veces por semana y parte de Miami Community Newspapers. La ciudad también se encuentra en el mercado de Miami-Fort Lauderdale para la radio y la televisión local.

## Geografía
Sunny Isles Beach se encuentra ubicada en las coordenadas 25°56′20″N 80°7′25″O / 25.93889, -80.12361. Según la Oficina del Censo de los Estados Unidos, Sunny Isles Beach tiene una superficie total de 3.7 km², de la cual 2.6 km² corresponden a tierra firme y 1 km² (28.37%) es agua.

### Localidades Adyacentes
El siguiente diagrama muestra a las localidades adyacentes a la redonda de Sunny Isles Beach. 
- Golden Beach
- Aventura    Océano Atlántico
- Aventura, North Miami Beach, North Miami    Océano Atlántico
- North Miami    Océano Atlántico
- Sección no incorporada del condado de Miami-Dade (Haulover Park)

## Demografía
Según el censo de 2010, había 20.832 personas residiendo en Sunny Isles Beach. La densidad de población era de 4.421,81 hab./km². De los 20.832 habitantes, Sunny Isles Beach estaba compuesto por el 90.64% blancos, el 3.18% eran afroamericanos, el 0.16% eran amerindios, el 1.4% eran asiáticos, el 0.01% eran isleños del Pacífico, el 2.41% eran de otras razas y el 2.19% pertenecían a dos o más razas. Del total de la población el 44.39% eran hispanos o latinos de cualquier raza.

## Educación

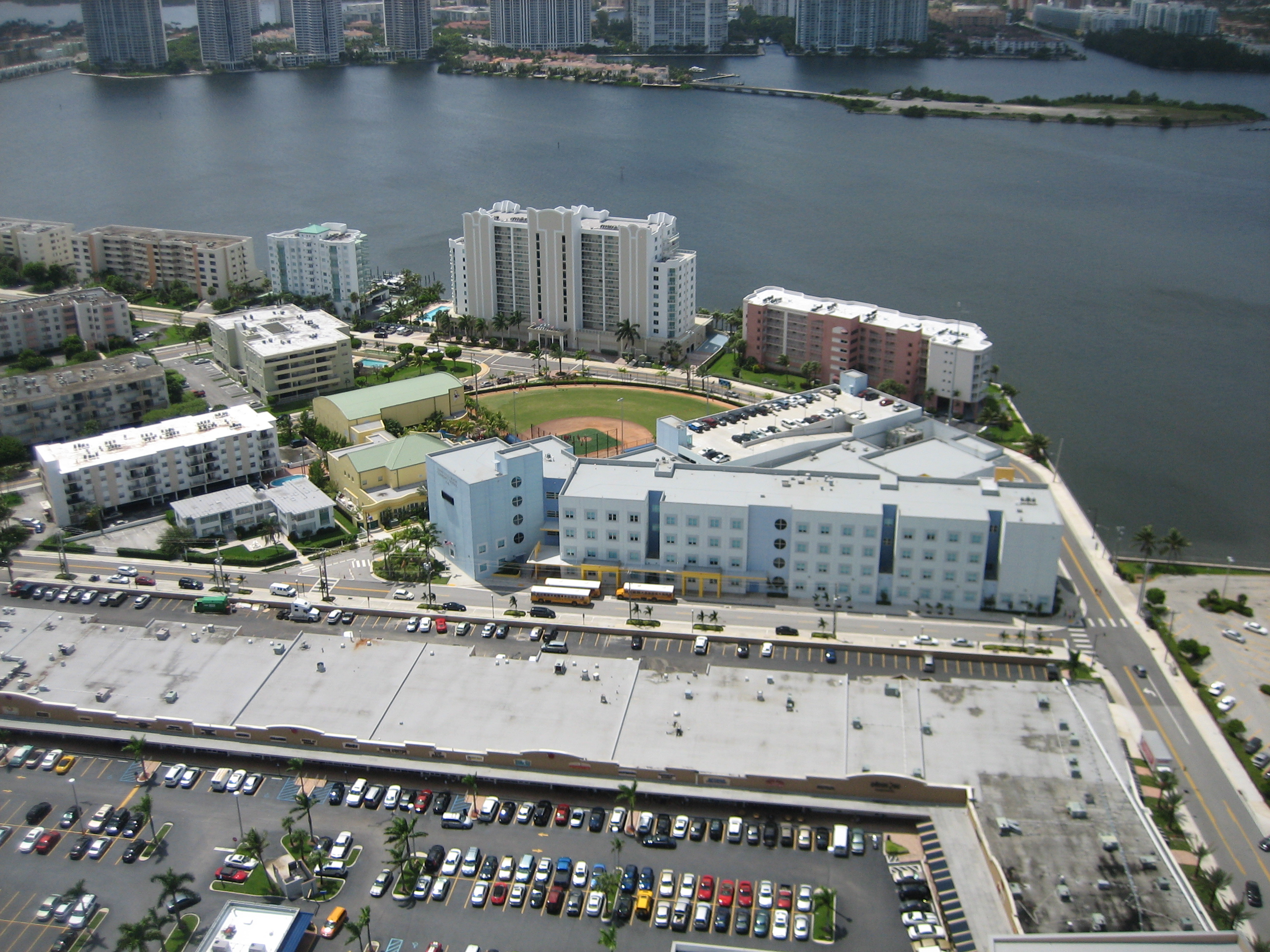
Escuela K-8 Norman S. Edelcup/Sunny Isles Beach

Las Escuelas Públicas del Condado de Miami-Dade gestiona la escuelas públicas que sirven a la ciudad. Unas escuelas que sirven Sunny Isles Beach se encuentran en secciones no incorporadas del condado de Miami-Dade.

### Escuelas Primarias
Los residentes están zonificados a una escuela primaria como sigue:
- Escuela K-8 Norman S. Edelcup/Sunny Isles Beach para residentes de Sunny Isles Beach
- Escuela Primaria Ojus para residentes al norte la Calle 172 y al sur de la Calle 183
- Escuela Primaria Highland Oaks para residentes al norte de la Calle 183

### Escuela K-8
La Escuela K-8 Norman S. Edelcup/Sunny Isles Beach está actualmente educando estudiantes desde kindergarten a 8 ° grado de todo Sunny Isles Beach, Eastern Shores, y Golden Beach. La escuela abrió en agosto de 2008, reduciendo el tamaño de las clases en las escuelas primarias Ruth K. Broad/Bay Harbor, Ojus, y Highland Oaks. La escuela ha o está participando en: Accelerated Reader, VMath Live, simulacros de elecciones, unidades de libros, unidades de juguetes, etc. La escuela tiene lo último de tecnología que incluye pizarras inteligentes y micrófonos de sonido envolvente para profesores y estudiantes. La escuela tiene vistas al Canal Intracostero y el océano Atlántico desde casi todas las aulas en el 2 °, 3 °, 4 °, y 5 ° piso.

### Escuelas Intermedia y Escuelas Secundarias
Los residentes están zonificados a la Escuela Intermedia Highland Oaks y la Escuela Secundaria Alonzo y Tracy Mourning. La Escuela Secundaria Dr. Michael M. Krop también sirve el área. Antes de la apertura de la escuela Mourning en el 2009, Krop sirvió Sunny Isles Beach.